# 七佛乡
七佛乡，是中华人民共和国四川省广元市青川县下辖的一个乡镇级行政单位。2019年12月，撤销楼子乡，将其所属行政区域划归七佛乡管辖，七佛乡人民政府驻芙蓉街3号。

## 行政区划
七佛乡下辖以下地区：
贡茶社区、芙蓉村、炉沟村、新坪村、桂佛村、盘窑村和茶林村。

## 特产
七佛贡茶：中国地理标志产品。